# 美叶柯
美叶柯（学名：Lithocarpus calophyllus）为壳斗科柯属的植物，为中国的特有植物。分布在中国大陆的广西、贵州、福建、广东、江西、湖南等地，生长于海拔500米至1,200米的地区，常生长在山地常绿阔叶林中，目前尚未由人工引种栽培。

## 别名
红叶橼（江西） 黄稠、黄背栎（广东） 者锥（广西）